# Jon Ranes
Jon Ranes, född 2002, är en norsk skådespelare.
Ranes har bland annat medverkat i filmerna Konvojen och Ut och stjäla hästar.

## Filmografi (i urval)
- 2019 – Ut och stjäla hästar
- 2023 – Konvojen